# ال چارکو
ال چارکو (به اسپانیایی: El Charco) یک سکونتگاه مسکونی در کلمبیا است که در بخش نارینیو واقع شده‌است.